# Avon (Deux-Sèvres)
Avon – miejscowość i gmina we Francji, w regionie Nowa Akwitania, w departamencie Deux-Sèvres.
Według danych na rok 1990 gminę zamieszkiwało 76 osób, a gęstość zaludnienia wynosiła 6 osób/km² (wśród 1467 gmin regionu Poitou-Charentes Avon plasuje się na 906. miejscu pod względem liczby ludności, natomiast pod względem powierzchni na miejscu 697.).